# Mănâncă și aleargă
Mănâncă și aleargă (în engleză: Eat and Run) este o autobiografie scrisă de ultramaratonistul Scott Jurek și publicată la editura Houghton Mifflin Harcourt Publishing Co, în anul 2012. Un an mai târziu, editura Preda Publishing a publicat versiunea sa în limba română.

## Rezumat
De aproape două decenii, Scott Jurek reprezintă o forță dominantă - și foarte iubită – a ultramaratonului, un sport extenuant din ce în ce mai practicat. În anul 1999, pe când era un simplu necunoscut, a câștigat Western States Endurance Run, o cursă de 161 de kilometri pe vechile poteci ale celebrei Goane după Aur din Sierra Nevada, California. A câștigat această competiție șapte ani consecutiv, stabilind și recordul acestei curse. De două ori a reușit să treacă primul linia de sosire la Badwater Ultramarathon, o “promenadă” de doar 217 kilometri prin Death Valley. Recent, a stabilit un nou record american la cursa de 24 de ore, cu o distanță totală de 267 km – 6 maratoane și jumătate într-o singură zi.
În Mănâncă și aleargă, Scott Jurek dezvăluie aspecte ascunse ale vieții și carierei sale – de atlet profesionist vegetarian - fiind o sursă de inspirație pentru orice sportiv, indiferent de nivelul acestuia. De la copilăria în Vestul Mijlociu, când vâna, pescuia și gătea pentru familia sa, de la începuturile timpurii ale alergării (pe care o ura) până la tranziția spre ultramaraton, vegetarianism și, mai târziu, la cursele ce fac înconjurul lumii, curse în care doboară record după record, povestea lui Scott înfățișează puterea unei voințe de fier și spulberă toate stereotipurile cu privire la ce ar trebui să mănânce atleții pentru a-și asigura o performanță optimă.
Mănâncă și aleargă este o carte care abundă în povestiri incredibile, la limită, despre anduranță, competiție, știință fascinantă și sfaturi practice accesibile – incluzând rețetele vegane favorite ale lui Scott Jurek.

## Personaje
Scott Jurek
Dusty Olson
Hippie Dan Arhivat în 4 martie 2016, la Wayback Machine.